# Kugelblitz (astrofísica)
Na física, kugelblitz (do alemão "raio globular") é uma concentração de luz tão intensa que chega a formar um horizonte de eventos e aprisionar a si mesma: conforme a relatividade geral, se um montante excessivo de radiação for direcionado a determinada região, a concentração de energia pode consumir espaço-tempo o suficiente a ponto de se tornar um buraco negro (apesar de este ser um buraco negro cuja massa-energia original consistia em energia radiativa ao invés de matéria). Em termos simples, um kugelblitz é um buraco negro formado por energia, diferentemente dos buracos negros "convencionais" formados por massa.
De acordo com a teoria da relatividade geral de Einstein, uma vez formado o horizonte de eventos, o tipo de massa-energia que o originou deixa de ser importante.
A referência mais célebre à ideia de kugelblitz em inglês foi provavelmente feita no artigo "Geons" de John Archibald Wheeler em 1995, que explorou a ideia da criação de partículas (ou modelos de jogos de partículas) a partir da curvatura do espaço-tempo. O artigo de Wheeler sobre os geons também introduziu a ideia de que as linhas de carga elétrica aprisionadas em um buraco de minhoca poderiam ser utilizadas para estabelecer modelos de propriedades de pares de partículas carregados. É talvez a referência mais conhecida da ideia do “kugelblitz”, em língua inglesa.
O fenômeno “kugelblitz” tem sido considerado como a possível base para motores interestelares (fonte de energia), no futuro, das chamadas naves de buracos negros (conceito futurístico que descreve a possibilidade de naves que se utilizem de buracos negros como fonte de energia).

## Cultura popular
Um kugelblitz é um importante elemento no enredo do romance Heechee Rendezvous de Frederik Pohl.
Um Kugelblitz é usado como um dispositivo de enredo na 3ª temporada da série Netflix "The Umbrella Academy".